# Reginald Hudlin
Reginald Alan Hudlin (Centreville, 15 dicembre 1961) è uno sceneggiatore, regista, produttore cinematografico fumettista statunitense.
Insieme al fratello maggiore Warrington Hudlin, è conosciuto come uno degli Hudlin Brothers ("fratelli Hudlin"). Dal 2005 al 2008, Hudlin è stato President of Entertainment per l'emittente Black Entertainment Television (BET). Hudlin ha anche scritto numerose graphic novel. Ha co-prodotto la cerimonia dell'88ª edizione degli Academy Awards nel 2016 e altri speciali televisivi.
Il film che ha portato al successo Hudlin è stato House Party (1990). Ha anche diretto il film del 1992 Il principe delle donne. Insieme a Warrington, è stato produttore esecutivo del film televisivo antologico del 1994 Cosmic Slop e ha diretto il primo dei tre segmenti del film Space Traders. Hudlin ha lavorato come produttore nel film del 2012 Django Unchained, diretto da Quentin Tarantino, che ha ricevuto una nomination all'Oscar per il miglior film.

## Filmografia parziale
Regista
- House Party (1990)
- Il principe delle donne (Boomerang) (1992)
- La grande promessa (The Great White Hype) (1996)
- The Ladies Man (2000)
- Tutta colpa di Sara (Serving Sara) (2002)
- Marcia per la libertà (Marshall) (2017)
- The Black Godfather (2019) - documentario
- Safety - Sempre al tuo fianco (Safety) (2020)
- Sidney (2022) - documentario
- Buon Natale da Candy Cane Lane (Candy Cane Lane) (2023)